# Sign Gene
Sign Gene è un film del 2017 diretto da Emilio Insolera.
Interpretato da Emilio Insolera, Carola Insolera, Ben Bahan, Hiroshi Vava e Humberto Insolera. La storia è centrata su Tom Clerc, agente sordo di New York portatore di una potente mutazione genetica, che viene mandato in Giappone con il suo collega per investigare i vari crimini commessi dai mutanti sordi giapponesi. I mutanti, come gli agenti, possono creare poteri superumani tramite la lingua dei segni.
Il film contiene vari riferimenti alla storia dei sordi, cultura e linguistica della lingua dei segni e un touché alla Grindhouse di Quentin Tarantino e Robert Rodriguez. Tre sono le lingue parlate nel film: inglese, giapponese ed italiano; altre tre sono le lingue dei segni: americana, giapponese ed italiana.

## Trama
Il protagonista è Tom Clerc, sordo, proveniente da una multi-generazionale famiglia di sordi e discendente di Laurent Clerc, lo scienziato francese che portò la lingua dei segni negli Stati Uniti, quasi due secoli prima. Tom è portatore di “SGx29”, una potente mutazione di “Sign Gene” e lavora a New York per la Q.I.A. (QuinPar Intelligence Agency), una società segreta affiliata al Pentagono composta da agenti mutanti selezionati. Tom può dotarsi di superpoteri solo tramite l'uso della lingua dei segni. Sfortunatamente, però, ha perso gran parte dei suoi poteri durante una violenta lotta contro un'organizzazione dedicata allo sterminio di mutanti portatori di Sign Gene, la 1.8.8.0., guidata dal massimo nemico, fratello proprio di Tom, Jux Clerc. Tom, insieme al suo collega Ken Wong, viene spedito dalla Q.I.A. in Giappone per investigare su un crimine misterioso commesso dai mutanti sordi giapponesi. Proprio combattendo contro questa pericolosa gang, Tom scopre che i suoi poteri non sono del tutto persi.

## Personaggi
- Emilio Insolera  è Tom Clerc: mutante con il massimo dei poteri soprannaturali, discendente di Laurent Clerc.
- Carola Insolera è Kate Massieu: discendente di Jean Massieu pioniere educatore sordo.
- Ben Bahan è Hugh Denison: capo della the QuinPar Intelligence Agency, discendente di James Denison.
- Humberto Insolera è Jux Clerc: capo della 1.8.8.0.  (Organizzazione Internazionale della Genetica Genealogica). Il nome della organizzazione fa riferimento al Congresso di Milano del 1880.
- Hiroshi Vava è Tatsumi Fuwa: capo di una gang giapponese
- Danny Gong è Ken Wong: è un agente della QuinPar Intelligence Agency e collega di Tom Clerc.
- Noboru Kuragawa è The Bodyguard: guardia personale di Tatsumi Fuwa.

## Produzione

### Sviluppo
È stato girato tra Giappone, Stati Uniti, Italia e ha molti riferimenti alla storia e alla cultura sorda. Lo staff è un mix internazionale di sordi e gli attori recitano in diverse lingue dei segni. Originariamente doveva essere uno short film, ma ricevette così tante richieste di collaborazione da parte di persone interessate a farne parte che Insolera decise di riscrivere la sceneggiatura e di convertirla in un lungometraggio. Il casting avvenne tramite “word of mouth”; Insolera era particolarmente interessato ai nativi segnanti fluenti in lingua dei segni.

### Riferimenti storici, culturali e linguistici
Sign Gene fa diversi riferimenti codificati alla storia dei sordi, alla cultura dei sordi e alla linguistica della lingua dei segni. La Q.I.A. sta per QuinPar Intelligence Agency, e QuinPar si riferisce ai cinque parametri, i componenti fonologici della linguistica della lingua dei segni che formano i segni: la configurazione manuale, il movimento, la locazione, l’orientamento e i segni non manuali. L'agente Tom Clerc porta il cognome di una nota figura storica dei sordi, Laurent Clerc, un educatore sordo che ha portato la lingua dei segni negli Stati Uniti e 1.8.8.0. è un riferimento alla II Conferenza internazionale sull'educazione dei sordomuti, una storica conferenza svoltasi a Milano nel 1880 dove educatori di vari paesi del mondo si riunirono per decidere il futuro dell'educazione dei sordi. Fu lì che gli educatori passarono una risoluzione che proibì l'uso della lingua dei segni nelle scuole. Figure come Alexander Graham Bell e Jean Massieu sono anche presenti nel film.

## Distribuzione
La pellicola è stata presentata all'Anteprima Mondiale l'8 settembre 2017. ed è stata distribuita nelle sale della UCI Cinemas il 14 settembre 2017. Essa viene proiettata nelle sale americane dal 13 Aprile, 2018 con anteprima alla Laemmle Music Hall in Los Angeles e arriva a Giappone il 14 settembre 2018 con collaborazione della IIC Tokyo e Alfa Romeo Japan; successivamente tramite la rappresentanza della casa di distribuzione giapponese, la Presidio, ”Sign Gene” viene proiettata nelle sale della TOHO Cinemas dal 15 Novembre, 2018.

## Accoglienza
Su Los Angeles Times, Michael Rechtshaffen descrive il film come uno che ha una voce filmica fresca, unica" e un "pot-pourri dal ritmo frenetico di materiali d’archivio combinate con la lingua dei segni e stroboscopiche sequenze d'azione  eseguite da un cast di sordi, video effetti simulando granulosità, pellicole graffianti e quel mix sonoro, di cui sopra menzionato, tutto avvolgente con un risultato finale che si dimostra di essere tanto inventivo quanto potente
In Avvenire, Lucia Bellaspiga scrive Il maggior merito di Sign Gene, insomma, è di squarciare il velo che separa gli udenti dal mondo misterioso e affascinante dei sordi, proprio come è avvenuto nella platea dell’Odeon al momento della festa, tutta unita da quel brindare in silenzio, da quel parlare animatamente senza voce, da quel gioire mimato in cui noi – incapaci di comunicare – eravamo i soli esclusi, unici dis/abili, muti come pesci in una società abilissima e aliena. Sì, se voleva sovvertire, Insolera ha fatto centro.” E aggiunge “Quanto al film, piacerà ai più giovani, avvezzi al linguaggio rapido e psichedelico dei videogiochi o dei cartoons giapponesi.
Tutto scorre velocemente e ti stupisce con un'energia vibrante commenta Giorgia Cantarini. In Corriere della Sera, Michela Trigari chiama Sign Gene un “film sperimentale” che usa la fantascienza per rendere visibile quello che è invisibile agli occhi.
Emilio Insolera appare nella cover della rivista giapponese, Tokyo Weekender, edizione Novembre 2018, per firma del noto fotografo di fama mondiale Leslie Kee.